# Bertold IV
Berthold IV von Diessen (zm. 12 sierpnia 1204) – książę Andechs w Bawarii (od 1172) oraz pierwszy książę Meranii (części Dalmacji oraz Istrii).

## Życiorys
Był synem margrabiego Istrii Bertolda III. W 1175 został margrabią Istrii, a 10 lat później księciem całego regionu zwanego "Meranią" od Morza Adriatyckiego (mare, z łac. "morze"). Obszar kraju nie zmienił się, ale nowy władca uzyskał bardziej prestiżowy tytuł.
W 1186 towarzyszył królowi Niemiec Fryderykowi Barbarossie w wyprawie na Królestwo Sycylii. W 1189, prowadził trzeci oddział armii cesarskiej na III wyprawę krzyżową. W 1195 został wójtem opactwa Tegernsee. Po śmierci Henryka w 1197 opowiedział się za pretendentem do tronu cesarskiego Filipem Szwabskim. W tym czasie księstwo Meranii było u szczytu potęgi. Posiadał ziemie od Frankonii aż do Adriatyku.
Bertold zmarł w 1204, został pochowany w Dießen am Ammersee.

## Rodzina i potomstwo
Bertold poślubił Agnieszkę von Rochlitz. Mieli razem dzieci:
- Eckeberta, ur. ok. 1173, biskupa Bambergu[2]
- św. Jadwigę, ur. ok. 1178, od ok. 1200 żonę Henryka Brodatego, matkę Henryka Pobożnego
- Gertrudę, żonę króla Węgier Andrzeja II
- Agnieszkę, żonę króla Francji Filipa II
- Ottona I, następcę Bertolda
- być może kolejną córką była niedoszła narzeczona Mirosława z Zahumla(inne języki), poddanego żupana Serbii Stefana Niemanji – przypuszczalnie ową narzeczoną mogła być też jedna z trzech znanych córek Bertolda.